# Anton Schütz (Theologe)
Anton Schütz (* 28. Juni 1930 in Lütter (Eichenzell) bei Fulda; † 27. Januar 2012 in Fritzlar) war ein römisch-katholischer Geistlicher.

## Leben
Anton Schütz trat 1951 in das Priesterseminar in Fulda ein. Am Passionssonntag, dem 6. April 1957, empfing er durch Weihbischof Adolf Bolte im Fuldaer Dom die Priesterweihe. Nach zweijähriger Kaplanszeit in Neuhof (bei Fulda) wurde er 1959 von Bischof Bolte als „Bischöflicher Geheimsekretär“ berufen.
Als Ordinariatsrat übernahm er 1970 die Leitung der neu geschaffenen Struktur- und Planungsabteilung im Fuldaer Generalvikariat. Im gleichen Jahr wurde er zum stellvertretenden Generalvikar ernannt und ihm durch Papst Paul VI. der Titel eines „Päpstlichen Kaplans“ (Monsignore) verliehen. 1972 erfolgte die Ernennung zum Domkapitular, Ende 1973 wurde er zum Vorsitzenden des Diözesan-Caritasverbandes Fulda berufen. Über seine Tätigkeit in der Fuldaer Bistumsverwaltung hinaus war Schütz Präses der Kolpingsfamilie der Stadt Fulda und ab 1961 bis 1975 Diözesanpräses des Kolpingwerkes im Bistum Fulda. Während dieser Zeit gehörte er zeitweilig auch dem Generalrat des Internationalen Kolpingwerkes an. 1975 entsprach der Fuldaer Diözesanbischof einer Bitte der Deutschen Bischofskonferenz und stellte Schütz für die Leitung der Kirchlichen Zentralstelle für pastorale Grundfragen und als Referenten für pastorale Fragen im Bonner Sekretariat der Deutschen Bischofskonferenz frei. Seine Ernennung zum Fuldaer Ehrendomkapitular im gleichen Jahr sollte das Band mit dem Heimatbistum aufrechterhalten. Papst Paul VI. ernannte ihn 1975 zum „Päpstlichen Ehrenprälaten“.
Mit der Berufung in die damalige Bundeshauptstadt Bonn verband sich ab 1975 für Schütz von Anfang an eine Fülle von Aufgaben, die im Verlauf der Jahre noch erweitert wurden. Das Themenspektrum reichte von Altenarbeit über kirchliche Berufe bis „Woche für das Leben“, Abtreibung, Ehe und Familie, Frauen- und Jugendseelsorge, Ökumene und spezielle Kontakte mit der Evangelischen Kirche in Deutschland (EKD), Bibelarbeit und „Jahr mit der Bibel“.
Grabstätte
Seine Grabstätte ist auf dem Friedhof in Lütter seinem Geburts- und früheren Heimatort.

## Ehrungen und Auszeichnungen
1985 erhielt er den Investitur zum Ritter vom Heiligen Grab zu Jerusalem. Im Oktober 2000 verlieh ihm der damalige Bundespräsident Johannes Rau in Anerkennung seines langjährigen ehrenamtlichen Engagements als Vorsitzender der Bundesarbeitsgemeinschaft Katholisches Altenwerk und sein entscheidendes Mitwirken an Gründung und Aufbau der Bundesarbeitsgemeinschaft der Seniorenorganisationen (BAGSO) den Verdienstorden am Bande des Verdienstordens der Bundesrepublik Deutschland.